# Алтерит
Алтерит (символ IMA: Atr) — жовто-зелений мінерал з хімічною формулою Zn2Fe3+4(SO4)4(C2O4)2(OH)4·17H2O. Його типовою місцевістю є округ Коконіно, штат Аризона.
Трапляється виключно в колодах, що мінералізувалися.
Виявлений в рамках проєкту «Carbon Mineral Challenge».